# Jasienica Rosielna
Jasienica Rosielna è un comune rurale polacco del distretto di Brzozów, nel voivodato della Precarpazia.
Ricopre una superficie di 57,55 km² e nel 2004 contava 7 330 abitanti.